# Hainan-Weißzahnspitzmaus

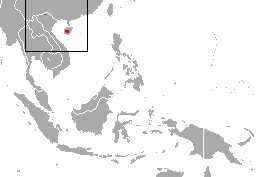
Verbreitungsgebiet von Crocidura wuchihensis

Die Hainan-Weißzahnspitzmaus (Crocidura wuchihensis) ist eine Spitzmausart aus der Gattung der Weißzahnspitzmäuse (Crocidura). Sie kommt wahrscheinlich endemisch auf der chinesischen Insel Hainan vor, eventuell jedoch auch in weiteren Teilen Südostasiens.

## Merkmale
Mit einer Kopf-Rumpf-Länge von 5,5 bis 6,5 Zentimetern bei einem Gewicht von 3,5 bis 6 Gramm zählt die Hainan-Weißzahnspitzmaus zu den kleineren Spitzmausarten Asiens und ist damit etwas kleiner als die in Südostasien vorkommenden Indochina-Weißzahnspitzmaus (Crocidura indochinensis). Der Schwanz erreicht eine Länge von 35 bis 42 Millimetern. Der Hinterfuß weist eine Länge von 10 bis 13 und das Ohr von 6 bis 9 Millimetern auf. Das Rückenfell ist dunkel braungrau, wobei die Einzelhaare an der Basis eisengrau und nahe den Spitzen braun sind und manchmal eine silbergraue Spitze haben. Der Bauch ist etwas grauer und die Oberseiten der Füße sind weißlich mit brauner Pigmentierung zur Seite hin. Der Schwanz ist braun mit langen Borsten oberseits. Von der Indochina-Weißzahnspitzmaus lässt sie sich nur durch die Proportionen des Schädels und vor allem den etwas schmaleren Hirnschädel sicher unterscheiden.
| 1 | · | 3 | · | 1 | · | 3 | = 28 |
| 1 | · | 1 | · | 1 | · | 3 | = 28 |

Der Schädel hat eine Gesamtlänge von 15 bis 17 Millimetern. Wie alle Arten der Gattung besitzt die Art im Oberkiefer pro Hälfte einen Schneidezahn (Incisivus) und danach drei einspitzige Zähne, einen Prämolaren und drei Molaren. Im Unterkiefer besitzt sie dagegen einen einzelnen Eckzahn (Caninus) hinter dem Schneidezahn. Insgesamt verfügen die Tiere damit über ein Gebiss aus 28 Zähnen. Die Zahnwurzeln sind wie bei allen Weißzahnspitzmäusen im Gegensatz zu denen der Rotzahnspitzmäuse nicht pigmentiert.

## Verbreitung
Die Hainan-Weißzahnspitzmaus kommt wahrscheinlich endemisch auf der zur Volksrepublik China gehörenden Insel Hainan vor, allerdings wurden weitere der Art zugeschriebene Tiere sowohl in dem chinesischen Autonomen Gebiet Guangxi und in der Provinz Yunnan als auch in Vietnam gefunden. Diese Tiere könnten allerdings auch einer neuen, noch unbeschriebenen Art zugeordnet werden. Die Höhenverbreitung reicht von 1300 bis 1500 Meter.

## Lebensweise
Die Lebensweise der Hainan-Weißzahnspitzmaus ist wie bei vielen Spitzmausarten weitestgehend unerforscht. Sie kommt vor allem in Wäldern vor und wie alle Spitzmäuse ernährt sich auch diese Art von wirbellosen Tieren, vor allem von Insekten. Über die Fortpflanzung ist nichts bekannt.

## Systematik
Die Hainan-Weißzahnspitzmaus wird als eigenständige Art innerhalb der Gattung der Weißzahnspitzmäuse (Crocidura) eingeordnet, die aus etwa 170 Arten besteht. Die wissenschaftliche Erstbeschreibung stammt von Wang Sung aus dem Jahr 1966, wobei die Typuslokalität der Mt. Wuchih auf der chinesischen Insel Hainan darstellt. Diese Art wurde zeitweise gemeinsam mit der Indochina-Weißzahnspitzmaus (Crocidura indochinensis) der auf Sri Lanka und in Indien lebenden Horsfield-Weißzahnspitzmaus (Crocidura horsfieldii) zugeordnet, beide gelten heute jedoch als eigenständige Arten. Im Norden von Vietnam gefundene und der Art zugeordnete Tiere könnten allerdings einer neuen, noch unbeschriebenen Art zugeordnet werden. Dies lassen auch molekulargenetische Daten vermuten, da diese die Hainan-Weißzahnspitzmaus vorerst auf Hainan beschränken. Im Ergebnis ist diese näher mit der Zaitsev-Weißzahnspitzmaus (Crocidura zaitsevi) verwandt, die Tiere aus Guangxi jedoch mit der Indochina-Weißzahnspitzmaus. Die Guangxi-Population stellt demnach eine eigenständige Art dar.
Innerhalb der Art werden heute neben der Nominatform Crocidura wuchihensis wuchihensis keine weiteren Unterarten unterschieden.

## Bedrohung und Schutz
Die Hainan-Weißzahnspitzmaus wird von der International Union for Conservation of Nature and Natural Resources (IUCN) aufgrund der fehlenden Daten zur Taxonomie, zum Bestand und zur Bedrohung nicht in eine Gefährdungskategorie eingeordnet und stattdessen „ohne ausreichende Daten“ (data deficient) geführt. Bestandsbedrohende Gefahren sind nicht bekannt, sollte die Art jedoch abhängig von ungestörten Wäldern sein, werden Lebensraumveränderungen durch Abholzungen und Umwandlungen in menschliche Siedlungsflächen und landwirtschaftliche Flächen zu einer potenziellen Bedrohung.

## Belege
1. 1 2 3 4  Robert S. Hoffmann, Darrin Lunde: Wuchi Shrew. In: Andrew T. Smith, Yan Xie: A Guide to the Mammals of China. Princeton University Press, Princeton NJ 2008, ISBN 978-0-691-09984-2, S. 302.
2. 1 2 3  Crocidura wuchihensis in der Roten Liste gefährdeter Arten der IUCN 2013.2. Eingestellt von: D. Lunde, 2008. Abgerufen am 18. Januar 2014.
3. ↑  Paulina D. Jenkins, Darrin P. Lunde, Clive B. Moncrieff: Descriptions of new species of Crocidura (Soricomorpha: Soricidae) from mainland Southeast Asia, with synopses of previously described species and remarks on biogeography. In: R. S. Voss, M. C. Carleton (Hrsg.): Systematic mammalogy: contributions in honour of Guy G. Musser. Bulletin of the American Museum of Natural History 331, 2009, S. 356–405
4. 1 2 3 4 5 6   Crocidura wuchihensis. In: Don E. Wilson, DeeAnn M. Reeder (Hrsg.): Mammal Species of the World. A taxonomic and geographic Reference. 2 Bände. 3. Auflage. Johns Hopkins University Press, Baltimore MD 2005, ISBN 0-8018-8221-4.
5. ↑  Shaw Tsen-Hwang, Wang Sung, Lu Chang-Kwun, Chang Luan-Kuang: A survey of the mammals of Hainan Island, China. Acta Zootaxonomica Sinica 3, 1966, S. 260–276 ( (Seite nicht mehr abrufbar, festgestellt im Juni 2025. Suche in Webarchiven)  Info: Der Link wurde automatisch als defekt markiert. Bitte prüfe den Link gemäß Anleitung und entferne dann diesen Hinweis.)
6. ↑  Shunde Chen, Jiao Qing, Zhu Liu, Yang Liu, Mingkun Tang, Robert W. Murphy, Yingting Pu, Xuming Wang, Keyi Tang, Keji Guo, Xuelong Jiang, Shaoying Liu: Multilocus phylogeny and cryptic diversity of white-toothed shrews (Mammalia, Eulipotyphla, Crocidura) in China. BMC Evolutionary Biology 20, 2020, S. 29, doi:10.1186/s12862-020-1588-8